# ショーン・チップロック
ショーン・エドワード・チップロック（Sean Edward Chiplock, 1990年6月21日 - ）は、アメリカ合衆国の声優である。西ミシガン大学卒業。

## 出演
太字はメインキャラクター

### 国内アニメ
2013年
- アクセル・ワールド　(上岡)
- ソードアート・オンライン (ディアベル)

2016年
- HUNTER×HUNTER (リールベルト)
- 機動戦士ガンダム 鉄血のオルフェンズ (ダンテ・モグロ)
- ワンパンマン (マツゲ)
- Re:ゼロから始める異世界生活 (ナツキ・スバル)

2019年
- ガンダムビルドダイバーズ (カルナ、パトリック・コーラサワー)
- モブサイコ100 (最上啓示)
- 異世界かるてっと (ナツキ・スバル)
- はたらく細胞 (白血球（4989番）)
- 鬼滅の刃 (沼鬼)

2021年
- 黒子のバスケ (高尾和成)
- おそ松さん (チョロ松)
- 天空侵犯 (東郷麻也)
- ゴジラ S.P ＜シンギュラポイント＞ (ベイラ・バーン"BB")
- 東京リベンジャーズ (龍宮寺堅)

### 映画
- 名探偵ピカチュウ

### ゲーム
2014年
- フリーダムプラネット（英語版）
- ダンガンロンパ 希望の学園と絶望の高校生 (石丸清多夏)

2015年
- 英雄伝説 閃の軌跡 (リィン・シュバルツァー)

2017年
- ゼルダの伝説 ブレス オブ ザ ワイルド (リヴェール、テバ、デクの樹サマ)
- ニューダンガンロンパV3 みんなのコロシアイ新学期 (モノタロウ)

2019年
- モータルコンバット 11 (ヌーブ・サイボット)

2020年
- 原神 (ディルック、ワーグナー）
- GUILTY GEAR -STRIVE- (カイ・キスク)

2021年
- Re:ゼロから始める異世界生活 偽りの王選候補 (ナツキ・スバル)
- LOST JUDGMENT 裁かれざる記憶 (松井)